# Paquita Martín
Paquita Martín (Catalunya?, 10 d'agost de 1957) és una exjugadora de voleibol catalana.
Col·locadora, jugà amb el Club Medina de Barcelona amb el qual es proclamà campiona de Lliga (1974-75). Posteriorment, competí amb el Club Voleibol Cornellà, amb les seves diferents denominacions, on arribà a ser-ne la capitana. Durant la seva trajectòria esportiva, guanyà gran part dels títols de l'entitat destacant tres Lligues (1979-80, 1981-82, 1984-85), tres Copes de la Reina (1982, 1984, 1985) i dues Lligues catalanes:(1982-83, 1983-84). Es retirà al final de la temporada 1984-85 i, dos anys més tard, rebé un homenatge del Reial Club Deportiu Espanyol de Barcelona per la seva trajectòria esportiva al club.

## Palmarès
- 4 Lligues espanyoles de voleibol femenina: 1974-75, 1979-80, 1981-82, 1984-85
- 3 Copes espanyoles de voleibol femenina: 1982, 1984, 1985
- 2 Lligues catalanes de voleibol femenina: 1982-83, 1983-84